# Чёрный Кишкиль
Чёрный Кишкиль — река в России, протекает в Верхошижемском и Оричевском районах Кировской области. Устье реки находится в 53 км по левому берегу реки Кишкиль. Длина реки составляет 10 км.
Исток реки в глухом лесном массиве в 10 км к северо-западу от села Илгань (Пунгинское сельское поселение) и в 18 км к северо-западу от райцентра, посёлка Верхошижемье. Всё течение реки проходит по ненаселённому лесу, течёт на юго-запад. Впадает в Кишкиль, который до впадения Чёрного Кишкиля также называется Белый Кишкиль.

## Данные водного реестра
По данным государственного водного реестра России относится к Камскому бассейновому округу, водохозяйственный участок реки — Вятка от города Котельнич до водомерного поста посёлка городского типа Аркуль, речной подбассейн реки — Вятка. Речной бассейн реки — Кама.
По данным геоинформационной системы водохозяйственного районирования территории РФ, подготовленной Федеральным агентством водных ресурсов:
- Код водного объекта в государственном водном реестре — 10010300412111100036221
- Код по гидрологической изученности (ГИ) — 111103622
- Код бассейна — 10.01.03.004
- Номер тома по ГИ — 11
- Выпуск по ГИ — 1